# Velký rybník (u Kutné Hory)
Velký rybník (u Kutné Hory, na Vrchlici), dříve Dolní královský rybník je rybník v Středočeském kraji, v okrese Kutná Hora. Nachází se asi 1,9 kilometru severovýchodně vzdušnou čarou od centra Malešova (rybník leží na katastrálním území tohoto městyse), asi 1,4 kilometru západně od Poličan a asi 1,3 km jižně od vesnice Bylany. Od centra Kutné Hory je rybník vzdálen asi 3,5 kilometru jihozápadně vzdušnou čarou (asi 6 kilometrů po silnici přes Bylany k severozápadnímu břehu nebo rovněž asi 6 km přes Poličany k jižnímu břehu). V současnosti významný rekreační rybník.

## Historie
Vodní nádrž přibližně v místech dnešního rybníka existovala již ve středověku. Toto středověké vodní dílo sloužilo pro potřeby tehdejších slavných kutnohorských stříbrných dolů, které byly největší a nejhlubší v Evropě. Voda byla potřeba v hutích (k úpravě rudy a k pohonu měchů) a sloužila také k pohonu vodních kol, jež se (vedle koňských žentourů) používaly k odvodňování hlubokých dolů. Rybník se jmenoval Dolní královský rybník (Horní královský rybník se rozkládal výše po proudu Vrchlice, v místě které je dnes zatopeno vodami přehrady Vrchlice).
O obnovu rybníka v současné podobě se zasloužila Společnost kutnohorských mlynářů, tzv. Obickorybniční společnost. Rybník měl zadržovat a vhodně regulovat přítok vody na četné mlýny od hráze až po Kutnou Horu, ale sloužil i jiným průmyslovým podnikům v Kutné Hoře, zejména cukrovarům.
V důsledku stavby nového Velkého rybníka zanikly dva mlýny: Obický a Stračovský. Původně byl proto nazván Obický rybník, ale tento název se neujal. Rybník byl dokončen roku 1850
 (některé prameny uvádějí rok 1852).

## Poloha a popis

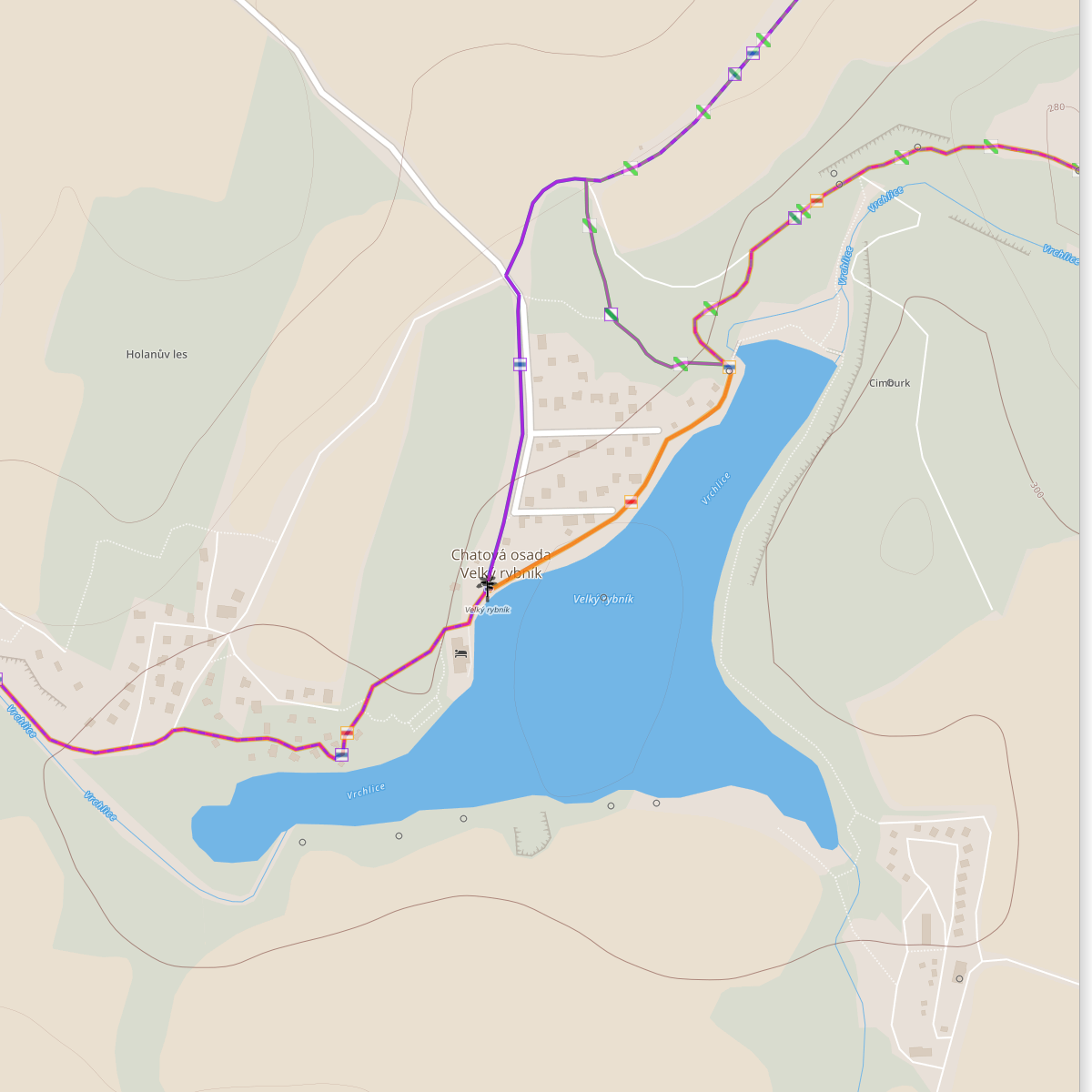
Schéma Velkého rybníka: tvar a značené cesty v blízkém okolí

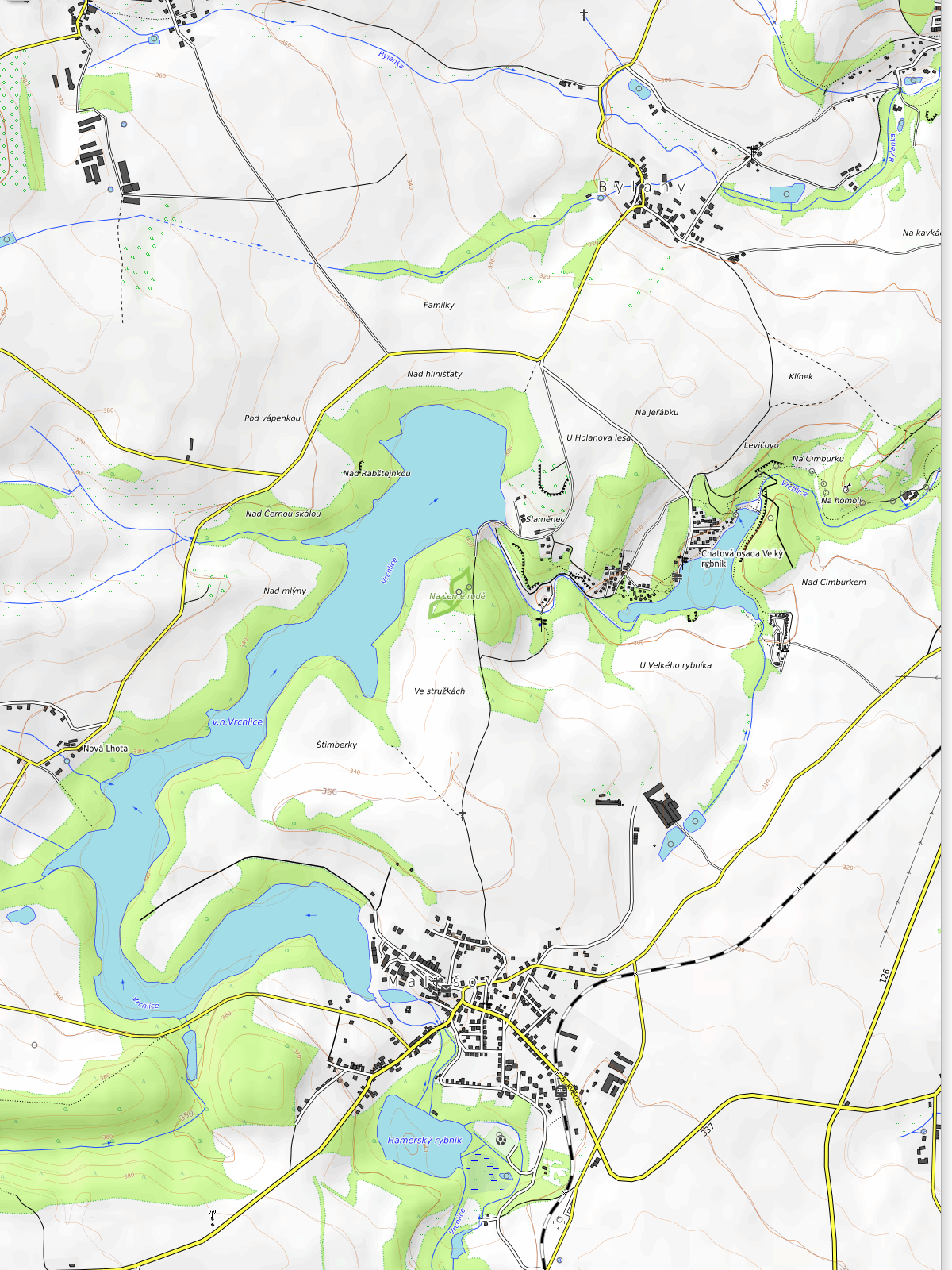
Velký rybník: přítoky a odtoky, cesty. Okolní vodní plochy (VD Vrchlice, Hamerský rybník)

Rozloha rybníku je 7,3 hektarů, celkový objem činí 299 tis. m³, retenční objem je 48 tis. m³.
Leží v nadmořské výšce přibližně 289 metrů. Rybník je napájen říčkou Vrchlicí, která do rybníka směřuje od západu z nedaleké vodní nádrže Vrchlice. Krátce před ústím do rybníka však říčka vytváří poměrně velký oblouk, takže do rybníka vtéká sice u západního cípu rybníku, ale od jihu. Rybník má ještě jeden malý, bezejmenný přítok, který vede ze dvou za sebou položených malých rybníčků u Malešova a do rybníka ústí v cípu rybníka na rozhraní jižního a východního břehu.
Odtoky z rybníka jsou dva: u západního a východního okraje hráze. Jen asi 50 metrů pod hrází se oba odtoky opět spojují a Vrchlice nejprve krátce teče přibližně severním směrem, poté se však stáčí a až do Kutné Hory teče nejprve zhruba východním a poté severovýchodním směrem (s četnými zákrutami, protože Vrchlice si zde proráží cestu často tvrdými horninami).
Podle celkového objemu zadržované vody jde s velkým odstupem o největší rybník na Vrchlicí. Podle rozlohy je až třetí, rozdíly v rozloze mezi Svěceným rybníkem (8,1 ha, celkový objem 170 tis. m³), Hamerským rybníkem (7,5 ha) a Velkým rybníkem jsou však poměrně malé.
Velký rybník má dosti nepravidelný tvar: zhruba ho lze popsat jako trojúhelník, jeho strany jsou však prohnuty dovnitř, přičemž vrcholy trojúhelníka jsou na západě, východě a severoseverovýchodě. Délka rybníka od západního k východnímu cípu je přibližně 550 metrů, od východního cípu k severu (k hrázi) je to zhruba 400 metrů a od západního cípu k hrázi asi 660 metrů.
Od západního cípu směrem k východu je rybník v délce asi 250 metrů velmi úzký (30 až 60 metrů), poté se výrazně rozšiřuje na zhruba 200 metrů, směrem k hrázi se opět zužuje na asi 90 až 60 metrů).
Hráz je na severní (resp. severovýchodní) straně a od západu k východu má délku 90 metrů. Hráz rybníka je zemního typu, na rybník je velmi mohutná a zejména vysoká, výška hráze je 16 metrů. Proto se někdy uvádí, že jde o jednu z prvních přehrad.
Přímo pod hrází je ústí kamenné hrázní štoly. K regulaci hladiny vody však v současnosti slouží dva volné horní přepady (po obou stranách hráze) s propustností 102 m³/s, přičemž stoletá voda na hlásném profilu pod vodním díle Vrchlice (asi 500 metrů nad rybníkem) je 46,1 m³/s.

Do přepadů, vyrubaných ve skále, bylo původně možné umístit prkenné nástavby, které umožňovaly zvýšit hladinu rybníka až o několik desítek centimetrů. Pod přepadem na západní straně vzniká při dostatečném průtoku menší vodopád tekoucí do jezírka, přepad na východní straně teče kamenitým korytem, též s malým vodopádem.

## Chatová osada, restaurace a autokemping
Mlýny na Vrchlici postupně přestaly plnit svou původní úlohu, takže zejména od 50. let 20. století slouží Velký rybník především k rekreaci obyvatel Kutné Hory a dalších obcí: ke koupání, chataření, ale též rybaření (celý rybník je součástí mimopstruhového rybářského revíru 411 098 Vrchlice 1).
Charakteristickým rysem rybníka je, že velká část je obklopena dosti vysokými skalami a lesem, což mu dodává romantický charakter, ale současně také stěžuje, v některých místech až znemožňuje, přístup k vodě. Pouze na malém úseku u restaurace (na severozápadě) a nedaleko autokempingu jsou nízké břehy.
Poměrně velká chatová osada se rozkládá u severozápadního břehu a je rozdělena na dvě části. Severněji položena část je přímo u rybníka, ale i zde se ve směru od restaurace k hrázi břeh velmi rychle zvedá, takže i chaty nejblíže k rybníku jsou 10 i více metrů na vodou. Tato část chatové osady vznikla v 50. letech znárodněním sadu vysazeného kutnohorským truhlářem Josefem Koudelou (proto je chatová oblast označována místními jako "Na koudelovce"). Druhá část chatové osady je u nejzápadnějšího cípu rybníka a pokračuje dále západním směrem až mimo rybník (proti proudu Vrchlice).
Chatová osada pořádá zejména během letní sezóny četné sportovní a společenské akce pro děti i dospělé, např. Dětská olympiáda, volejbalový turnaj, nohejbalový turnaj, přebor ve střelbě vzduchovkou, Společenský večer chatařů ad.
Restaurace je v budově, která vznikla z původního domku pro hlídače rybníka a leží v místě, kde je severní břeh nejnižší, zhruba v polovině mezi oběma částmi chatové osady. V současné době je však zavřená a budova slouží k soukromému bydlení 
Autokemping se nachází na opačné straně rybníka, na rozhraní mezi jižním a východním břehem. Tento autokemping bývá zpravidla otevřen od poloviny května do poloviny září a ač je přímo na břehu rybníka, jmenuje se Autokemping Malešov.

## Značené trasy a naučné stezky
Přímo podél rybníka nebo v jeho blízkém okolí vede hned několik turistických značených cest a naučných stezek. Z Kutné Hory až do Zruče nad Sázavou vede „turistická magistrála“, červená trasa č. 0048 , která od hráze rybníka prochází těsně podél severozápadního břehu rybníka až k rozcestníku Velký rybník nedaleko restaurace.
Modrá trasa č. 1096 přichází k hrázi rybníka od severu (od Bylan), podél rybníka pak vede společně s červenou trasou č. 0048. Naučná stezka Stříbrná stezka – jižní okruh vede z Kutné Hory podél Vrchlice po většinu trasy souběžně s červenou trasou. Kousek pod hrází Velkého rybníka se stáčí na sever a pokračuje do Bylan (zde tedy vede souběžně s modrou trasou). Tato naučná stezka se zaměřuje na četné pozůstatky po historické těžbě stříbra v okolí Kutná Hory (zazděné štoly, haldy, odvaly ad.).

Přímo u Velkého rybníka nebo v okolí najdeme informační tabule dalších dvou naučných stezek, které vybudovalo občanské sdružení Denemark. Část velmi rozsáhlé Cykloturistické naučné stezky okolo Kutné Hory vede z Kutné Hory k Velkému rybníku převážně souběžně s červenou trasou (převážně proto, že má četné odbočky nebo alternativní části trasy). I když je (zřejmě pro svou velkou celkovou délku) označena jako „cykloturistická“, některé kratší úseky na běžných kolech příliš sjízdné nejsou, což platí mimo jiné také pro okolí Velkého rybníka. Menší Naučná stezka údolím Vrchlice se zaměřuje zejména na přírodu této lokality.,

## Přístup k rybníku
Pěšky: vzhledem k nepříliš velké vzdálenosti od Kutné Hory je i v současnosti oblíbená cesta k rybníku tzv. po mlýnech, která je prakticky shodná s výše uvedenou červenou trasou (délka 4,5 km). Na trase je mnoho přírodních, kulturních a historických zajímavostí: např. reliéf Jaroslava Vrchlického na tzv. Královské procházce, řada mlýnů, důlní štoly, četné skály ad. Do konce 60. let 20. století mnoho turistů pokračovalo dále až do výletní restaurace v lokalitě Lázně (severně od Roztěže). Tato výletní restaurace stále existuje, ale většina trasy za Velkým rybníkem byla zatopena přehradou na Vrchlici.
Vlakem: lze využít regionální trať č. 235 z Kutné Hory do stanice Poličany, odtud pěšky ještě asi 1,5 kilometru, nejprve po silnici směr Malešov, po necelém kilometru odbočit na polní cestu k autokempingu.
Příjezd autem je relativně komplikovaný pro velmi omezené možnosti parkování. Z Kutné Hory lze jet přes Přítoky a Bylany k severnímu okraji rybníka. Velmi malé parkoviště (méně než 10 vozidel) je asi 250 metrů od rozcestníku Velký rybník (dále je vjezd zakázán). Druhá trasa z Kutné Hory vede přes Poličany, ze silnice na Malešov opět odbočka k autokempingu (pokud zde nejste ubytováni, lze parkovat jen podél úzké příjezdové cesty).

## Pamětihodnosti a zajímavosti
V blízkém okolí Velkého rybníka se nachází celá řada historických, technických a přírodních pamětihodností a zajímavostí:
- Necelých 600 metrů proti proudu Vrchlice se rozkládá klenbová hráz vodní nádrže Vrchlice). Je to jediná hráz tohoto typu v České republice. Koruna hráze a okolí vodní nádrže je nepřístupné, protože je to zdroj pitné vody pro Kutnou Horu, Čáslav a další obce. Od rozcestníku Velký rybník však lze dojít proti proudu Vrchlice až poměrně blízko pod hráz.
- Nedaleko od rybníka i přehrady se nachází přírodní památka Na černé rudě. Prostory bývalého magnezitového dolu jsou významným zimovištěm netopýrů (nepřístupné).
- Necelý kilometr severně od hráze Velkého rybníku se rozkládá významné archeologické naleziště Bylany: neolitický sídelní areál a pracoviště Archeologického ústavu (nezaměňovat s Bylany u Českého Brodu, kde je shodou okolností další významné archeologické naleziště).
- Zhruba 0,5 kilometru západně od rybníku, na ostrohu nad Vrchlicí (nad mlýnem Cimburk) se rozkládá hradiště Cimburk. K lokalitě lze odbočit z červené značené trasy, které vede od Velkého rybníku podél Vrchlice směrem ke Kutné Hoře.
- Po dalších zhruba 0,4 kilometru se opět na ostrohu nad Vrchlicí (nad mlýnem Dänemark, někdy psáno Denemark) rozkládá hradiště Dänemark. K hradišti lze také odbočit z červené turistické trasy.
- Jak okolo samotného Velkého rybníka, tak pod rybníkem se rozkládají mohutné skály, některé jsou využívány i horolezci.
- Po celé trase od Velkého rybníka podél Vrchlice až do Kutné Hory je řada mlýnů v různém stupni zachovalosti (od zříceniny Cimburk až po pečlivě udržované mlýny).
- Po trase jsou rovněž přítomny známky rozsáhlé středověké důlní činnosti (dolování stříbra): důlní štoly, haldy, odvaly. Vstupy do štol jsou dnes z bezpečnostních důvodů pochopitelně zazděné či zamřížované, u nejvýznamnějších však najdete informační tabule různých výše uvedených naučných stezek.

## Fotogalerie

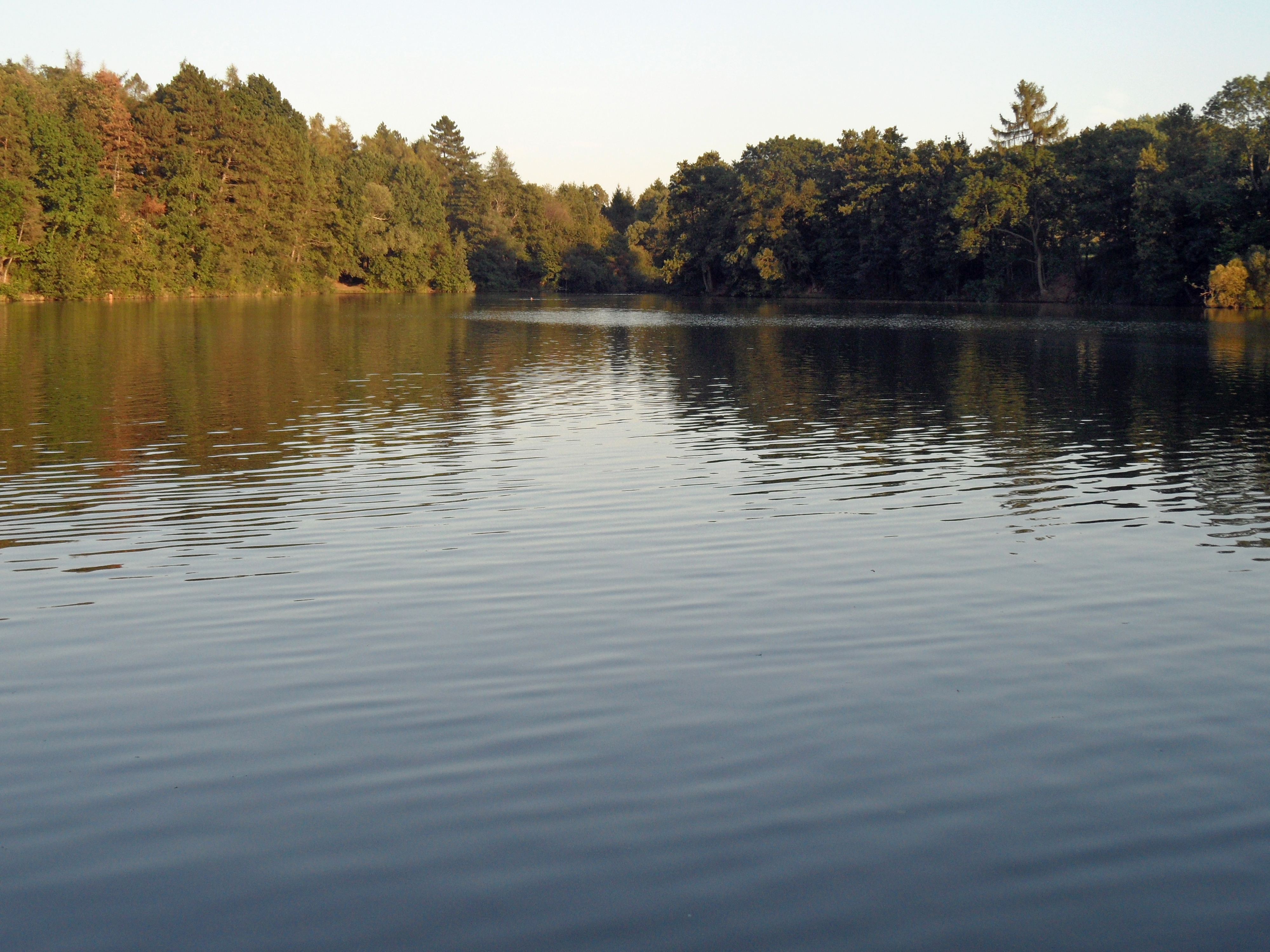
Rozhraní východního a jižního břehu
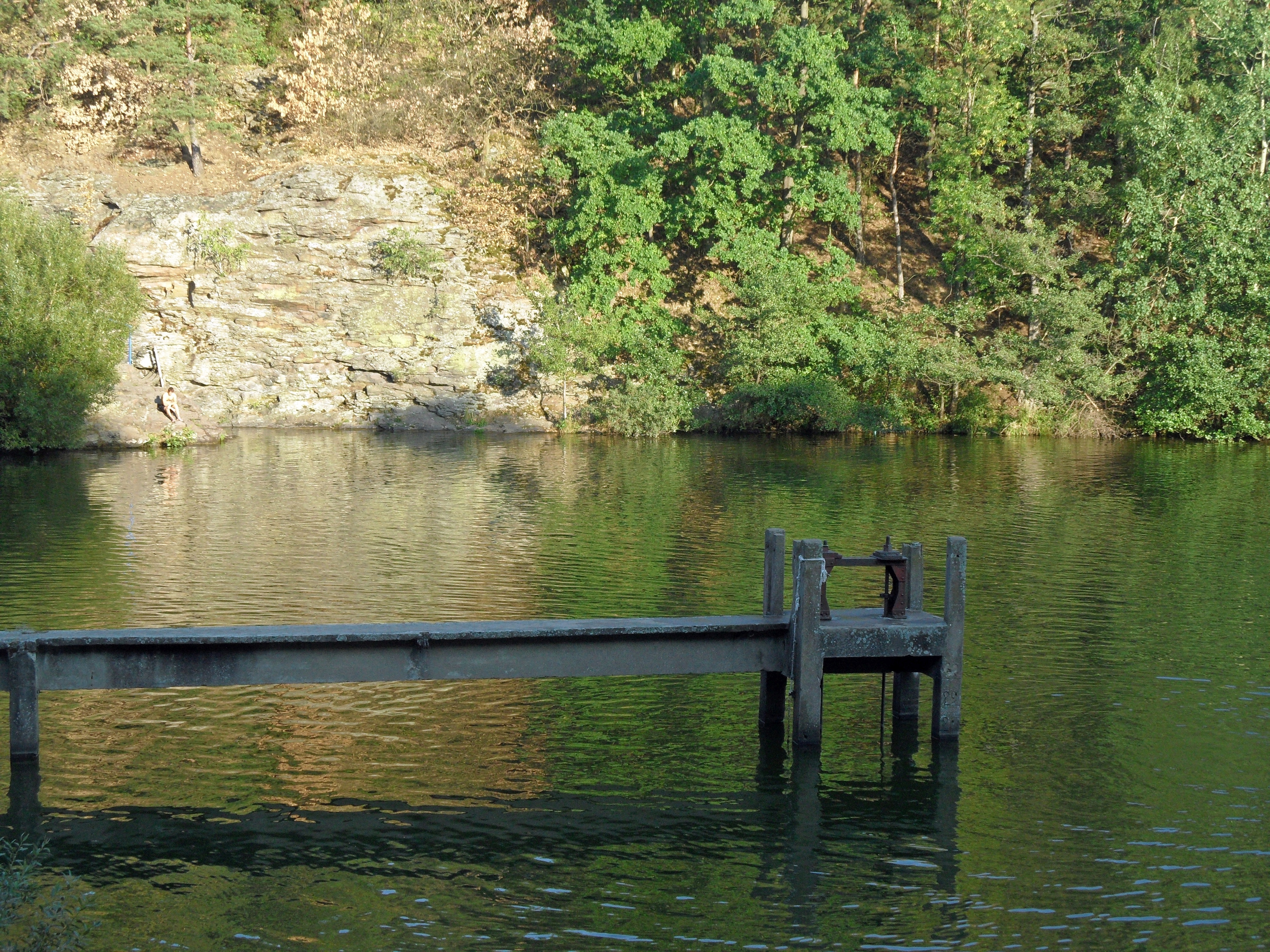
U hráze
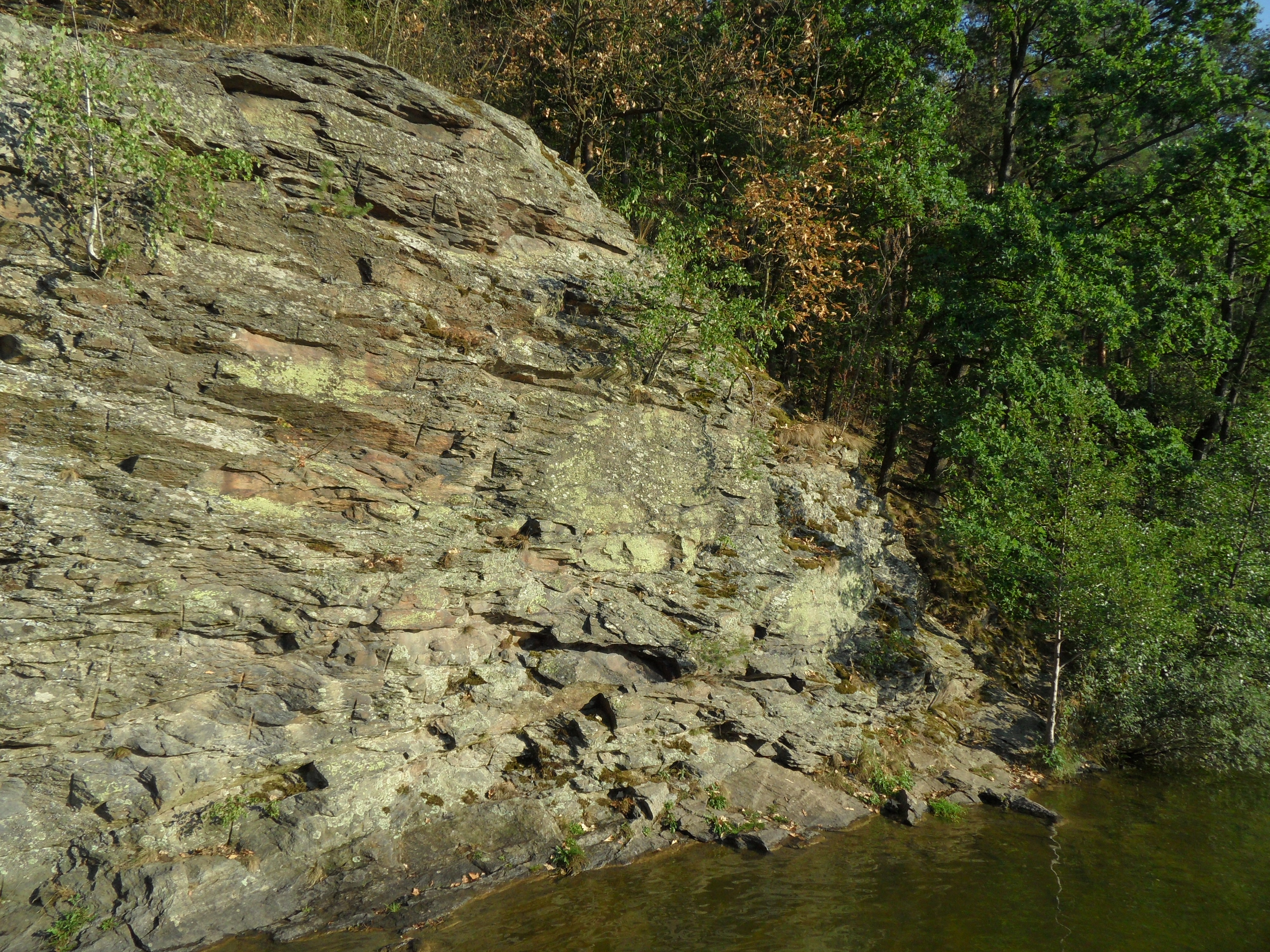
Skály u rybníka
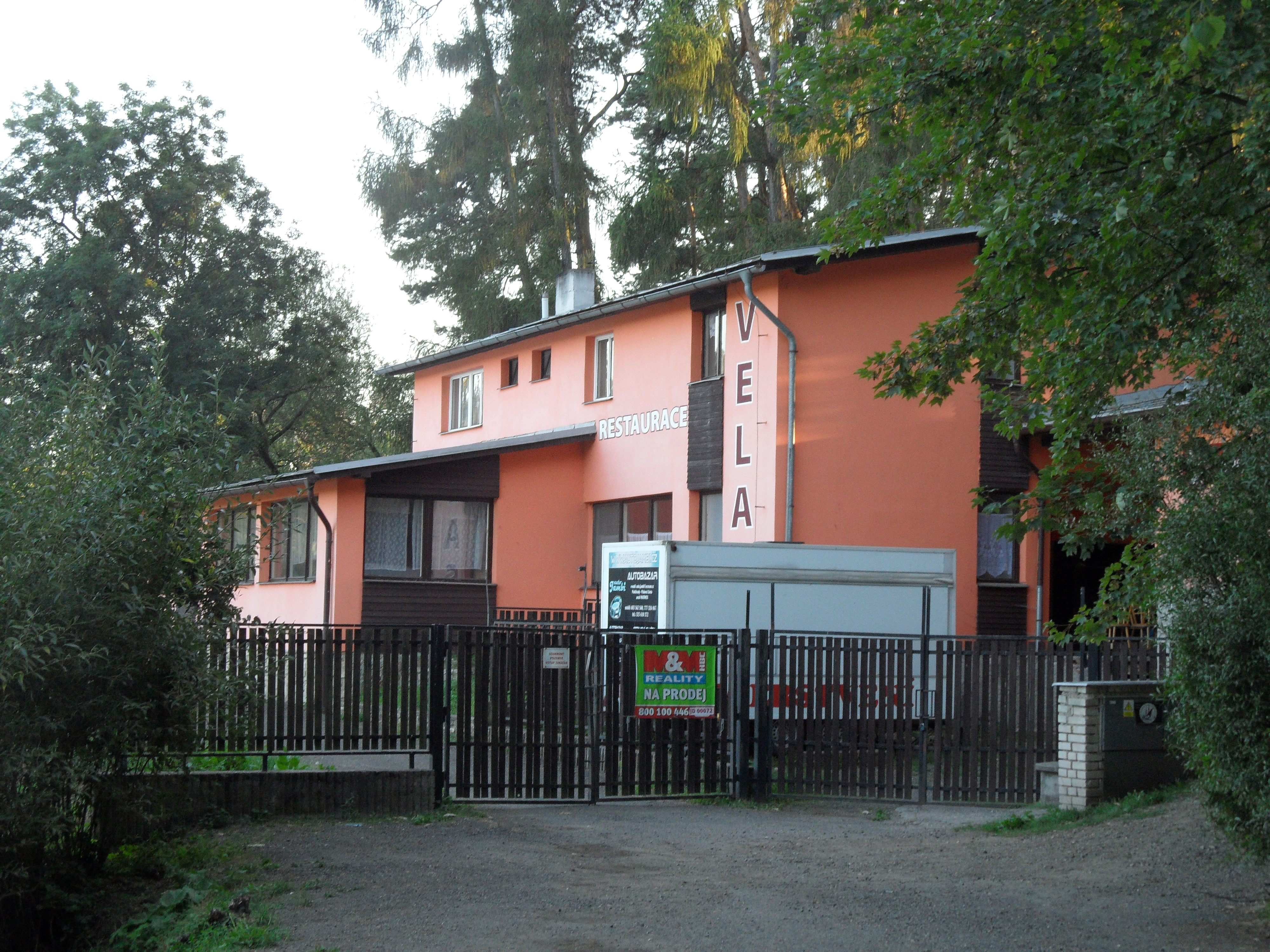
Restaurace u rybníka
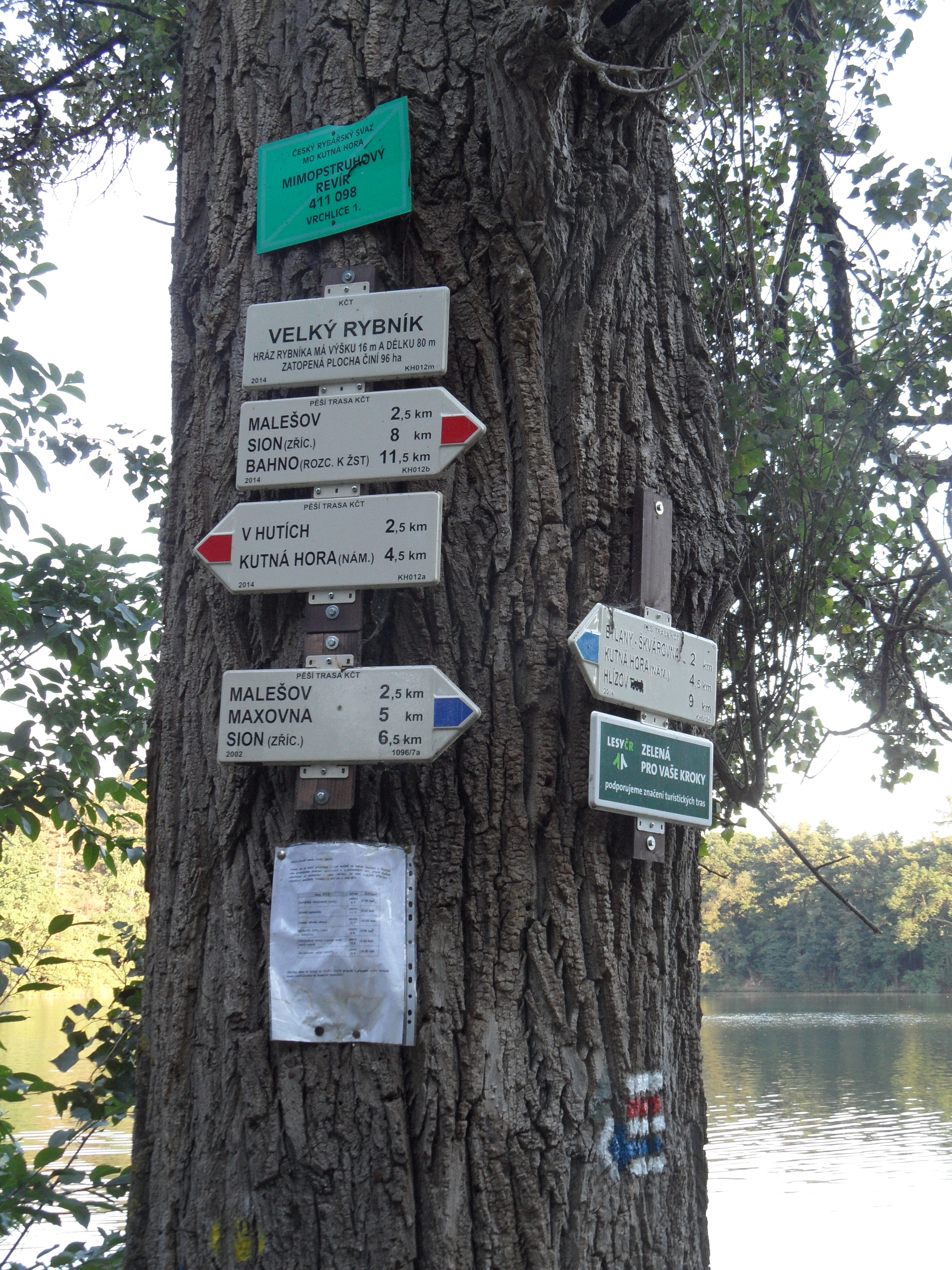
Rozcestník (nedaleko restaurace)